# Lauwersmeer

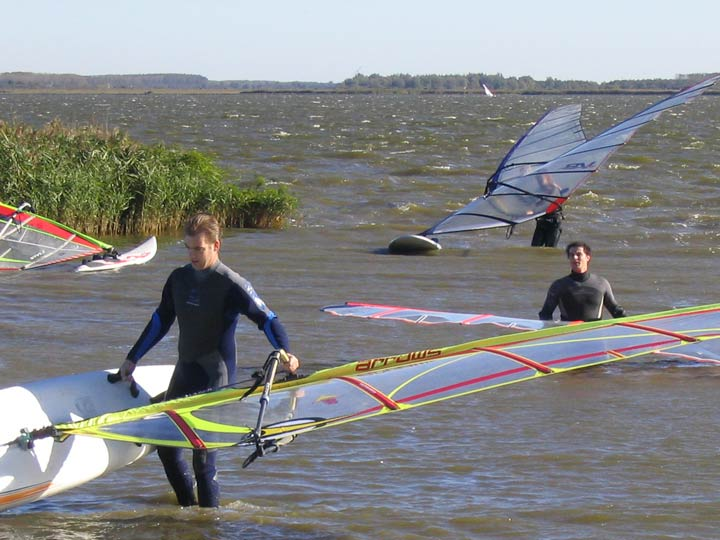
Attività di windsurf sul Lauwersmeer

Il Lauwersmeer è un lago artificiale del nord-est dei Paesi Bassi, situato tra la provincia della Frisia e la provincia di Groninga e che fu creato nel 1969 con lo sbarramento del Lauwerszee.
Principale località del lago è il villaggio portuale di Lauwersoog.
Il lago fa parte di un parco nazionale, il parco nazionale del Lauwersmeer (Nationaal Park Lauwersmeer).

## Geografia

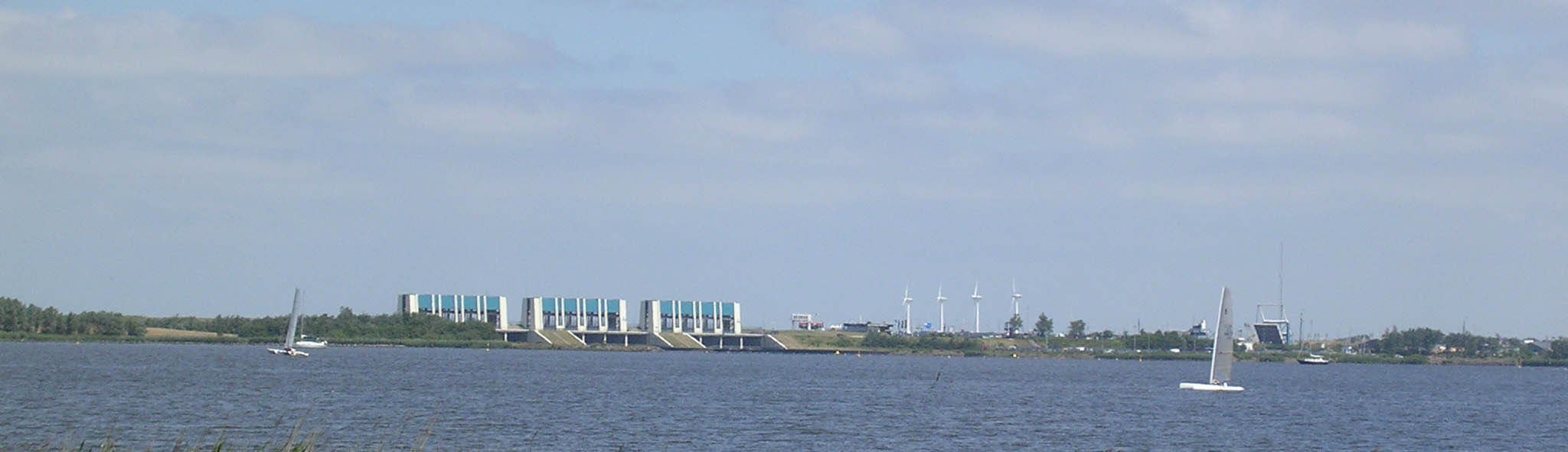
Le dighe sul Lauwersmeer

### Collocazione
Il lago si trova tra la parte nord-occidentale della provincia di Groninga e la parte nord-orientale della provincia della Frisia.
|  |

### Comuni
Il lago si trova nel territorio dei seguenti comuni:

#### Frisia
- Noardeast-Fryslân

#### Groninga
- Groninga
- Het Hogeland

## Origine
Fino al 1969, il Lauwersmeer era un braccio di mare del Waddenzee (Mare del Nord), chiamato Lauwerszee.
Dopo le alluvioni del 1953, fu però deciso dal Rijkswaterstaat di sbarrare il Lauwerszee con delle dighe, che diventò così un lago.

## Fauna
Nella zona vivono uccelli quali il chiurlo maggiore, l'oca facciabianca, l'oca lombardella minore, la spatola, lo svasso maggiore e lo stiaccino.